# Лівада (Іклод, Клуж)
Лівада (рум. Livada) — село у повіті Клуж в Румунії. Входить до складу комуни Іклод.
Село розташоване на відстані 334 км на північний захід від Бухареста, 31 км на північний схід від Клуж-Напоки.

## Населення
За даними перепису населення 2002 року у селі проживали 1002 особи.
Національний склад населення села:
| Національність | Кількість осіб | Відсоток |
| -------------- | -------------- | -------- |
| румуни         | 880            | 87,8%    |
| цигани         | 94             | 9,4%     |
| угорці         | 28             | 2,8%     |

Рідною мовою назвали:
| Мова      | Кількість осіб | Відсоток |
| --------- | -------------- | -------- |
| румунська | 953            | 95,1%    |
| циганська | 32             | 3,2%     |
| угорська  | 17             | 1,7%     |